# Huawei nova 3i
Huawei Nova 3i — смартфон, выпущенный компанией Huawei, входящий в линейку Huawei Nova. Смартфон был выпущен в 2018 году.

## Технические характеристики

### Экран
- Тип экрана — IPS LCD
- Диагональ экрана — 6.3 дюймов
- Частота обновления экрана — 60 ГГц
- Плотность пикселей — 409 точек на дюйм
- Максимальная яркость экрана — 344 нит
- Вес — 167 граммов

### Память и процессор
- Процессор Kirin 710
- GPU (встроенная в процессор) — Mali — G51
- ОЗУ — 4 гигабайта
- Встроенная память — 64/128 гигабайта

### Связь
- Тип поддерживаемой карты памяти — MiscoSD
- Установленная ОС на начало продаж — Android 8.1
- Версия WIFI — 4
- Версия Bluetooth — 4.2
- 4G — есть
- 5G — нет
- Навигация — GPS, GLONASS, beidou.
- Максимальное количество карт памяти — 2

### Камера
- Разрешение основной камеры — 16 МП
- Запись видео в 1080 — до 60 FPS
- Запись видео в 4К — нет
- Запись видео в 8К — нет

### Прочее
- Емкость встроенной батареи — 3340 MaH
- Тип аккумулятора — Li-Po
- Установленная ОС на начало продаж — Android 8.1

## Тесты в бенчмарках
Geekbench 4.4 (одноядерный) - 1619
Geekbench 4.4 (многоядерный) - 5509
Geekbench 5 (одноядерная) - 329
Geekbench 5 (многоядерный) - 1371
Antutu 7 - 140318 
Antutu 8 - 164806